# Bembecia
Bembecia är ett släkte av fjärilar som beskrevs av Jacob Hübner 1819. Bembecia ingår i familjen glasvingar.

## Dottertaxa tillBembecia, i alfabetisk ordning[1][2]
- Bembecia alaica
- Bembecia albanensis
- Bembecia albicoma
- Bembecia apyra
- Bembecia auricaudata
- Bembecia barbara
- Bembecia bohatschi
- Bembecia bohemica
- Bembecia braconiformis
- Bembecia corcyrensis
- Bembecia eucheripennis
- Bembecia flavipes
- Bembecia fortis
- Bembecia ichneumoniformis, Vickerglasvinge
- Bembecia illustris
- Bembecia kalavrytana
- Bembecia lugubris
- Bembecia marginatum
- Bembecia meriaeformis
- Bembecia muscaeformis
- Bembecia odyneripennis
- Bembecia ophioniformis
- Bembecia oxybeliformis
- Bembecia palpina
- Bembecia pectinata
- Bembecia philanthiformis
- Bembecia placiaeformis
- Bembecia polyzona
- Bembecia rhagioniformis
- Bembecia rubi
- Bembecia salangica
- Bembecia sanguinolenta
- Bembecia sareptana
- Bembecia scopigera
- Bembecia statuiformis
- Bembecia systrophaeformis
- Bembecia tancrei
- Bembecia tenebrosa
- Bembecia triannuliformis
- Bembecia turcmena
- Bembecia wagneri
- Bembecia viguraea

## Bildgalleri

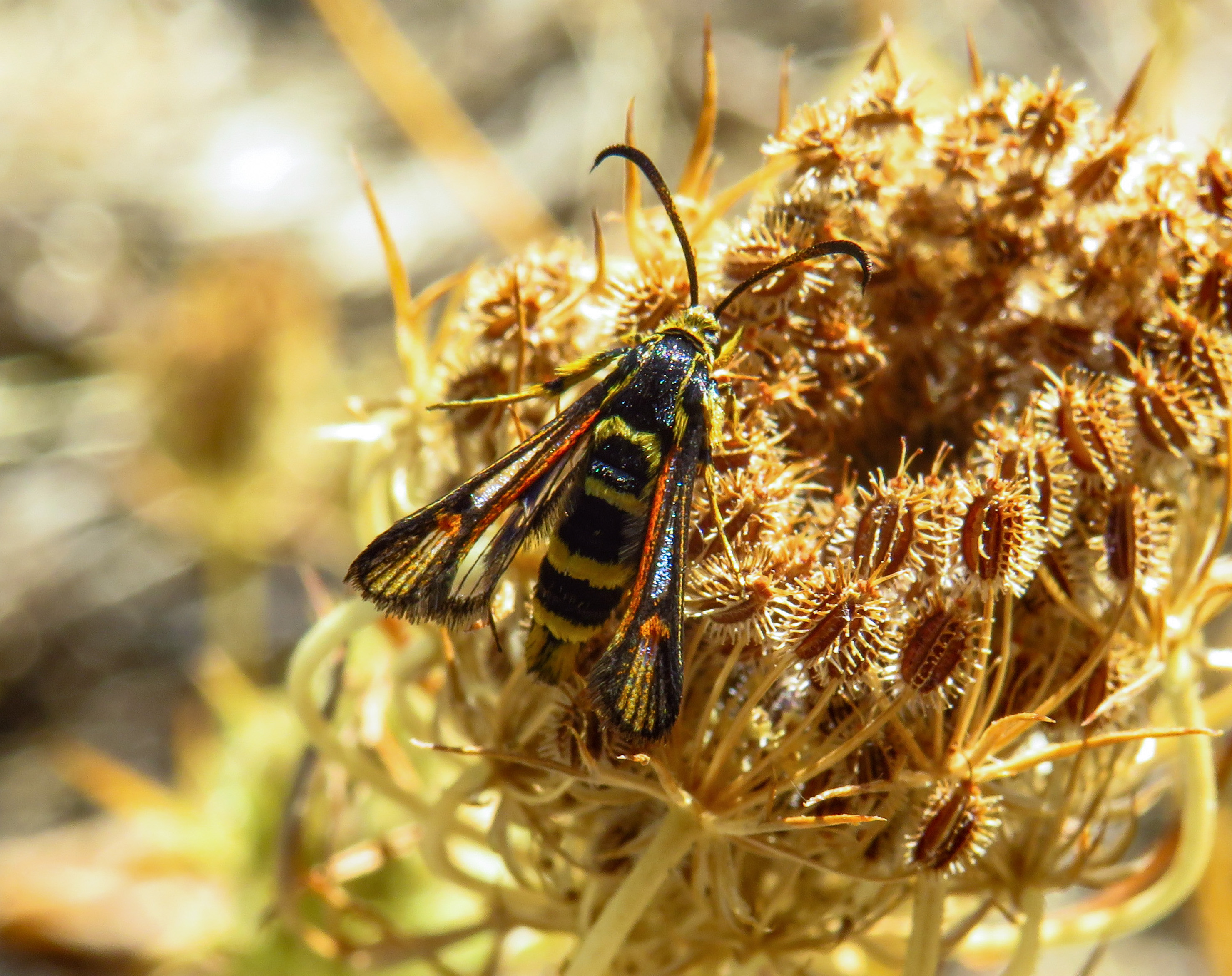
Bembecia astragali
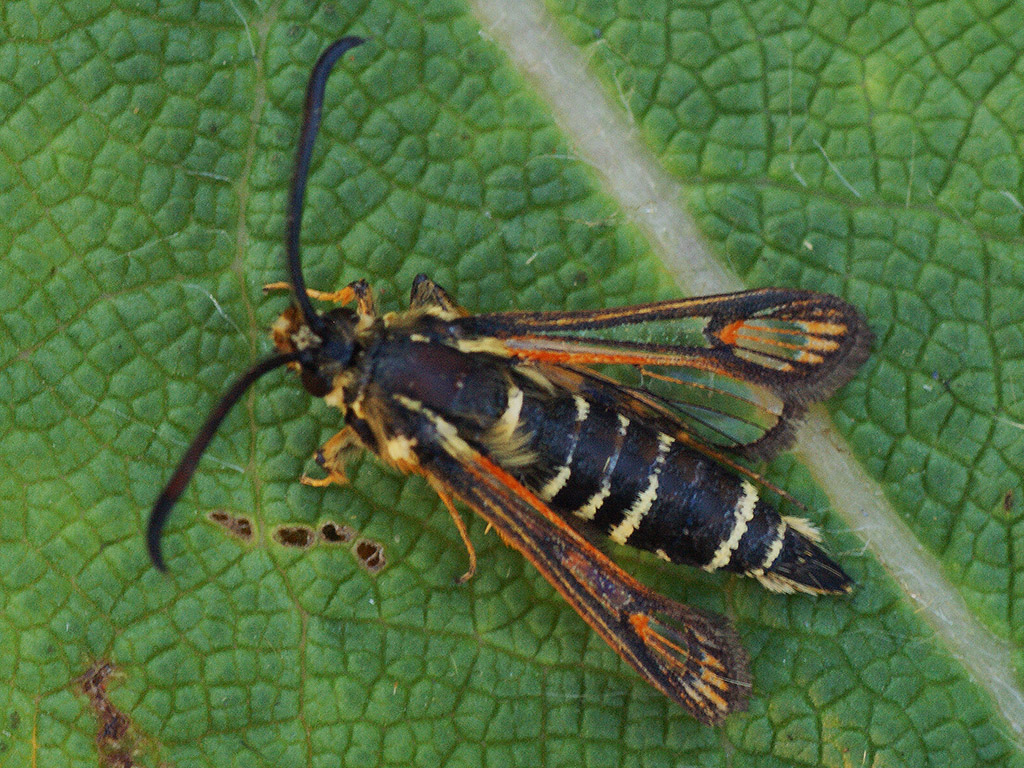
Vickerglasvinge, Bembecia ichneumoniformis